# Saint-Pierre-Langers
Saint-Pierre-Langers és un municipi francès situat al departament de la Manche i a la regió de Normandia. L'any 2007 tenia 496 habitants.

## Demografia

### Població
El 2007 la població de fet de Saint-Pierre-Langers era de 496 persones. Hi havia 192 famílies de les quals 40 eren unipersonals (28 homes vivint sols i 12 dones vivint soles), 68 parelles sense fills, 76 parelles amb fills i 8 famílies monoparentals amb fills.
La població ha evolucionat segons el següent gràfic:
Habitants censats

### Habitatges
El 2007 hi havia 282 habitatges, 195 eren l'habitatge principal de la família, 77 eren segones residències i 10 estaven desocupats. 271 eren cases i 4 eren apartaments. Dels 195 habitatges principals, 136 estaven ocupats pels seus propietaris, 58 estaven llogats i ocupats pels llogaters i 1 estava cedit a títol gratuït; 2 tenien una cambra, 8 en tenien dues, 25 en tenien tres, 55 en tenien quatre i 105 en tenien cinc o més. 156 habitatges disposaven pel capbaix d'una plaça de pàrquing. A 93 habitatges hi havia un automòbil i a 92 n'hi havia dos o més.

### Piràmide de població
La piràmide de població per edats i sexe el 2009 era:
| Homes | Edats   | Dones |
| ----- | ------- | ----- |
| 0     | 95 o +  | 4     |
| 0     | 90 a 94 | 0     |
| 0     | 85 a 89 | 12    |
| 0     | 80 a 84 | 0     |
| 8     | 75 a 79 | 8     |
| 4     | 70 a 74 | 12    |
| 12    | 65 a 69 | 16    |
| 12    | 60 a 64 | 12    |
| 4     | 55 a 59 | 4     |
| 8     | 50 a 54 | 4     |
| 24    | 45 a 49 | 12    |
| 8     | 40 a 44 | 8     |
| 32    | 35 a 39 | 16    |
| 16    | 30 a 34 | 24    |
| 8     | 25 a 29 | 0     |
| 8     | 20 a 24 | 12    |
| 12    | 15 a 19 | 12    |
| 12    | 10 a 14 | 16    |
| 16    | 5 a 9   | 16    |
| 4     | 0 a 4   | 20    |

## Economia
El 2007 la població en edat de treballar era de 299 persones, 235 eren actives i 64 eren inactives. De les 235 persones actives 221 estaven ocupades (126 homes i 95 dones) i 14 estaven aturades (4 homes i 10 dones). De les 64 persones inactives 20 estaven jubilades, 23 estaven estudiant i 21 estaven classificades com a «altres inactius».

### Ingressos
El 2009 a Saint-Pierre-Langers hi havia 206 unitats fiscals que integraven 551 persones, la mediana anual d'ingressos fiscals per persona era de 16.458 €.

### Activitats econòmiques
Dels 22 establiments que hi havia el 2007, 1 era d'una empresa extractiva, 13 d'empreses de construcció, 2 d'empreses de comerç i reparació d'automòbils, 2 d'empreses d'hostatgeria i restauració, 1 d'una empresa financera, 2 d'empreses de serveis i 1 d'una empresa classificada com a «altres activitats de serveis».
Dels 14 establiments de servei als particulars que hi havia el 2009, 2 eren paletes, 2 guixaires pintors, 4 fusteries, 2 lampisteries, 2 electricistes i 2 restaurants.
L'únic establiment comercial que hi havia el 2009 era una adrogueria.
L'any 2000 a Saint-Pierre-Langers hi havia 26 explotacions agrícoles que ocupaven un total de 552 hectàrees.

## Equipaments sanitaris i escolars
El 2009 hi havia una escola elemental integrada dins d'un grup escolar amb les comunes properes formant una escola dispersa.

## Poblacions més properes
El següent diagrama mostra les poblacions més properes.